# 노고
노고는 무율 타악기에 속하는 한국의 전통 악기이다. 혁부악기로 아악기로 분류된다. 양쪽면을 가진 긴 북통을 두 개 십자형으로 꿰어 틀에 단 것이 노고이고, 노도와 같되 두 개의 긴 북을 꿴 것이 노도이다. 예전에 선농제(先農祭)·선잠제(先蠶祭)·우사(雩禍)·문묘제(文廟祭)에 썼으나 지금은 문묘제향에만 쓴다.